# Ash vs. Evil Dead
Pour les articles homonymes, voir Evil Dead.
L'Armée des Ténèbres (1992)
Ash vs. Evil Dead est une série télévisée américaine créée par Sam Raimi faisant suite à la trilogie Evil Dead et diffusée aux États-Unis entre le 31 octobre 2015 et le 29 avril 2018 sur Starz et simultanément au Canada sur Super Channel.
En France, la première saison a d'abord été diffusée entre le 7 janvier 2016 et le 26 janvier 2016 sur OCS Choc en version originale sous-titrée, la série a ensuite été diffusée en version française entre le 15 mai 2016 et le 30 avril 2018. Elle reste inédite dans tous les autres pays francophones.

## Synopsis
Ash Williams, ex tueur de démons, vient de passer ces 30 dernières années à vivre dans une caravane et bosser comme vendeur dans un magasin de bricolage. Mais un soir où il est fortement alcoolisé, il fait l’erreur de lire le Nécronomicon qui fait revenir les Cadavéreux, qui menacent ainsi de détruire l'humanité. Ash est contraint de sortir de sa retraite de tueur de démons pour sauver le monde à l'aide de son fusil Remington calibre 12 à canon scié et de sa tronçonneuse fixée à sa main droite. Mais cette fois, il n'est plus seul pour combattre les forces du Mal. Il sera aidé de Pablo et Kelly, deux vendeurs du magasin où il travaille. Ash sera traqué par deux femmes, une policière et une femme mystérieuse qui prétend vouloir se venger d’Ash.

## Distribution

### Acteurs principaux
- Bruce Campbell (VF : Thierry Mercier) : Ashley J. « Ash » Williams
- Ray Santiago (VF : Fabrice Fara) : Pablo Simon Bolivar
- Dana DeLorenzo (VF : Charlotte Correa) : Kelly Maxwell / Kaya la sorcière
- Lucy Lawless (VF : Céline Monsarrat) : Ruby Knowby
- Jill Marie Jones (VF : Sylvie Jacob) : Amanda Fisher (saison 1)
- Ted Raimi (VF : Benoît Du Pac) : Chet Kaminski (saison 2)
- Michelle Hurd (VF : Géraldine Asselin) : Linda B. Emery (saison 2)
- Arielle Carver-O'Neill (VF : Jennifer Fauveau) : Brandy Barr (saison 3)
- Lindsay Farris (en) (VF : Antoine Nouel) : Dalton (saison 3)

Photos des acteurs principaux
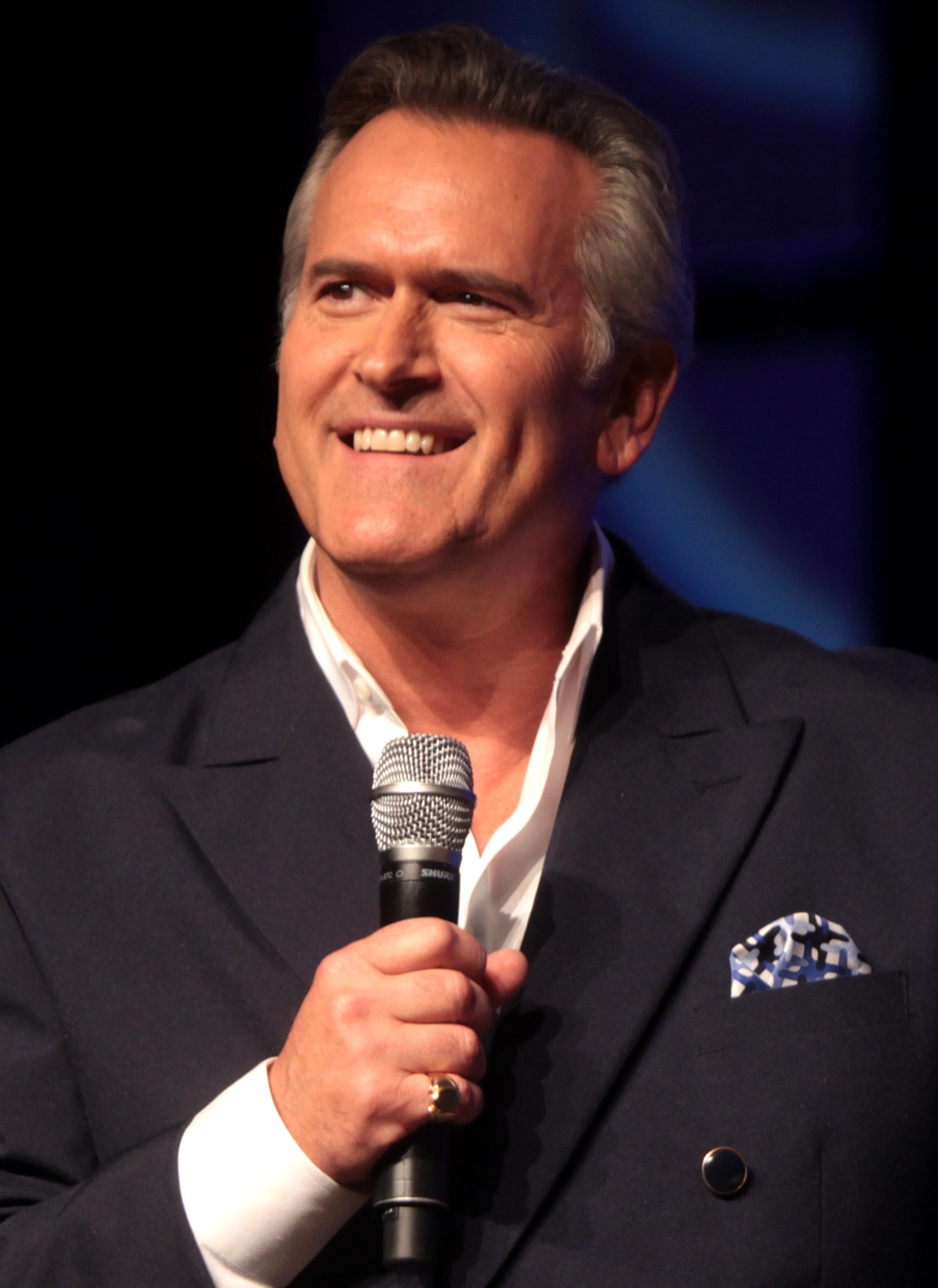
Bruce Campbell interprète Ash Williams.
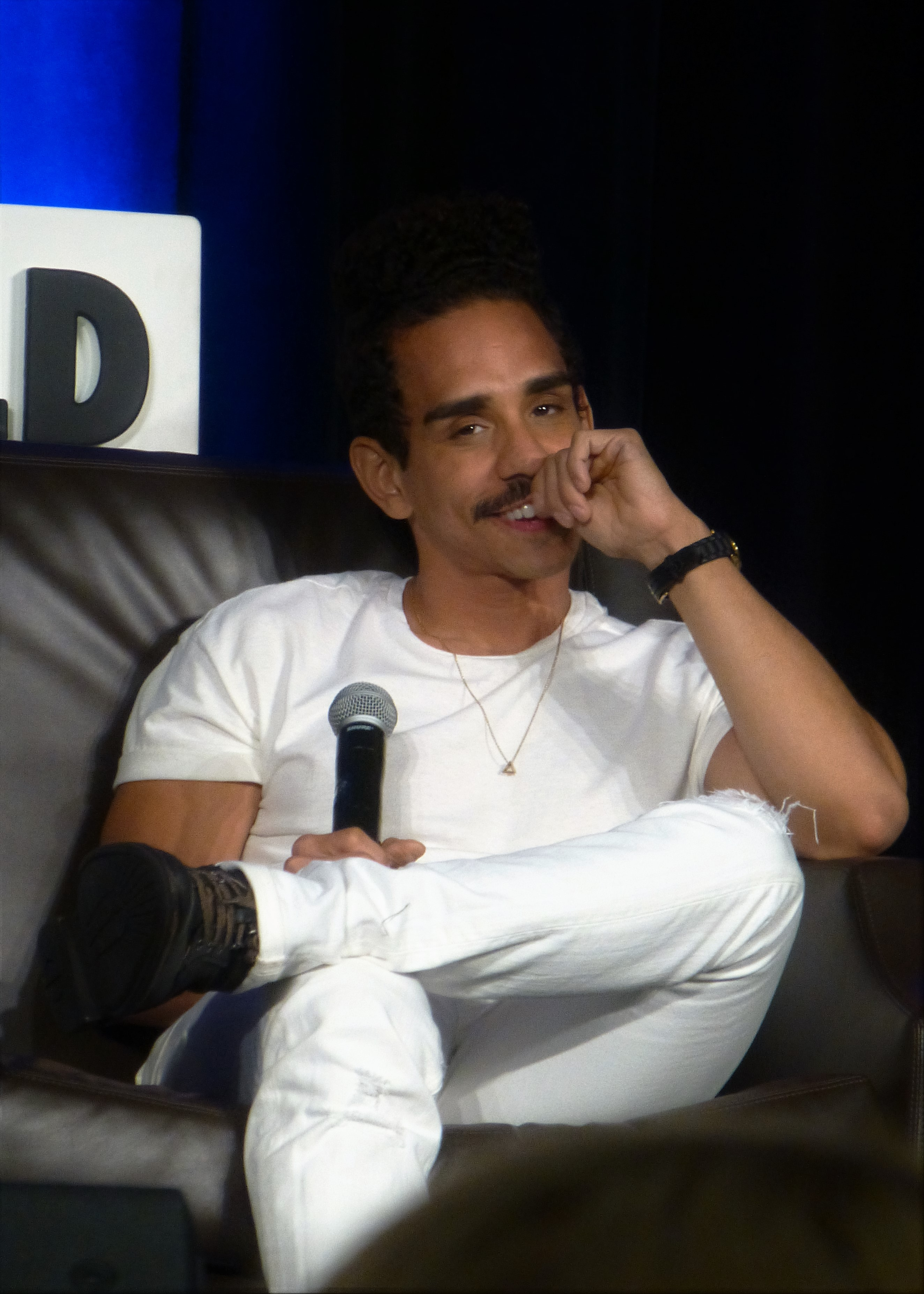
Ray Santiago interprète Pablo Simon Bolivar.
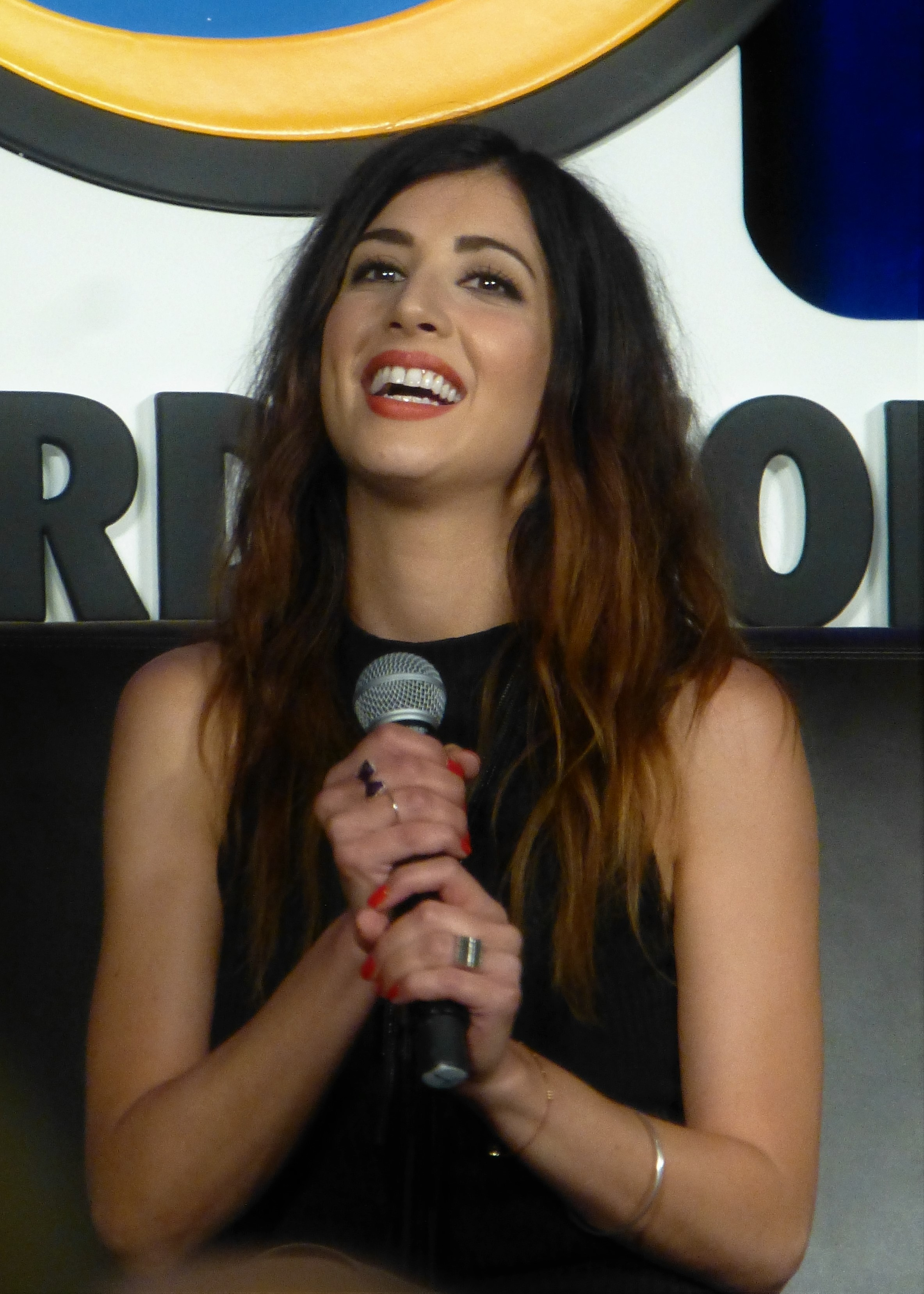
Dana DeLorenzo interprète Kelly Maxwell.
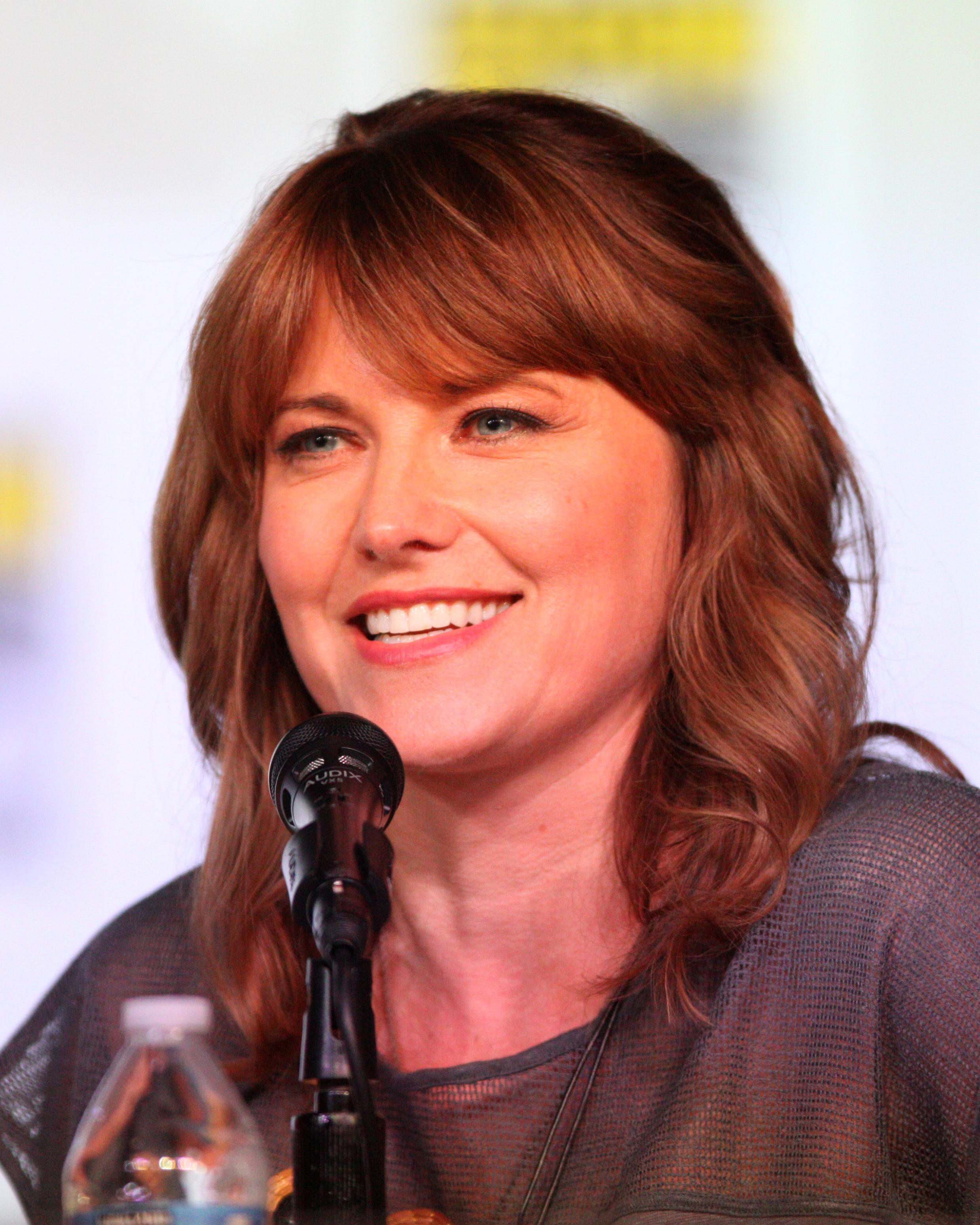
Lucy Lawless interprète Ruby Knowby.

### Acteurs récurrents
- Samara Weaving (VF : Cindy Tempez) : Heather (saison 1)
- Hemky Madera (en) (VF : Julien Kramer) : El Brujo (saisons 1 et 3)
- Lee Majors (VF : José Luccioni) : Brock Williams (saisons 2 et 3)
- Joel Tobeck (VF : Constantin Pappas) : Baal (saison 2)
- Stephen Lovatt (en) (VF : Stéphane Roux) : le shérif Thomas Emery (saison 2)
- Pepi Sonuga (en) (VF : Christèle Billault) : Lacey Emery (saison 2)
- Katrina Hobbs (en) (VF : Isabelle Leprince puis Emmanuelle Bodin) : Candace « Candy » Barr-Williams (saison 3)
- Samantha Young (VF : Julia Boutteville) : Natalie (saison 3)
- Chelsie Preston Crayford (en) (VF : Coralie Coscas) : Kaya (saison 3)
- Emelia Burns (VF : Fily Keita) : Zoe (saison 3)

### Invités
- Ellen Sandweiss : Cheryl Williams (saison 2) (rôle repris d'Evil Dead)
- Nicholas Hope : Pr Raymond Knowby (saison 2)
- Alison Quigan (en) (forme normale) (VF : Céline Duhamel) / Ted Raimi (forme morte) : Henrietta Knowby (saison 2)
- Kelvin Taylor (en) : le discipliné
- Jeffrey Thomas : Stanley Gibson (saison 3)

 Source et légende : version française (VF) sur RS Doublage, DSD-Doublage et selon les cartons du doublage français.

## Production

### Développement
C'est au San Diego Comic-Con 2014 que Sam Raimi, réalisateur de la trilogie Evil Dead, annonce le développement d'une série télévisée basé sur l'univers des films. La série est, pour le moment, prévue en dix épisodes de 28 minutes faisant suite à Evil Dead 3.
Quelques jours avant la diffusion de la première saison, une deuxième saison est annoncée le 28 octobre 2015.
Le 7 octobre 2016, la série est renouvelée pour une troisième saison.
Le 19 avril 2018, la chaîne Starz annonce l'annulation de la série à l'issue de la troisième saison.
Après l'annulation de la série, l'acteur Bruce Campbell déclare sur les réseaux sociaux qu'il ne jouera plus son personnage d'Ash Williams.

### Attribution des rôles
Il est annoncé depuis le début de la production que Bruce Campbell va reprendre son rôle d'Ash Williams dans la série, début 2015, la chaîne Starz annonce l'arrivée de Jill Marie Jones, Lucy Lawless, Ray Santiago et Dana DeLorenzo dans la série.

### Tournage
Le tournage de la série débuté en avril 2015 en Nouvelle-Zélande ; le premier épisode est réalisé par Sam Raimi, dont il a aussi écrit le scénario avec son frère Ivan Raimi.

### Fiche technique
Sauf indication contraire, les informations mentionnées dans cette section peuvent être confirmées par la base de données cinématographiques IMDb,  présente dans la section « Liens externes ».
- Titre original : Ash vs. Evil Dead
- Création : Sam Raimi
- Réalisation : Sam Raimi, Michael J. Bassett, David Frazee, Michael Hurst, Tony Tilse, Rick Jacobson et Mark Beesley
- Scénario : Sam Raimi, Ivan Raimi, Tom Spezialy, Dominic Dierkes, Sean Clements, James E. Eagan, Zoe Green, Nate Crocker, Michael J. Bassett, Rob Wright, 
Craig Digregorio, Cameron Welsh, Noelle Valdivia, William Bromell, Hank Chilton, Suzanne Keilly, Aaron Lam, Jennifer Ames, Steve Turner, Luke Kalteux
- Direction artistique : Nick Connor, Robert Bavin
- Décors : Nick Bassett
- Costumes : Barbara Darragh
- Photographie : Dave Garbett
- Montage : Bryan Shaw, Bob Murawski
- Musique : Joseph LoDuca
- Casting : Lauren Grey
- Production : Sam Raimi, Robert Tapert, Bruce Campbell, Craig DiGregorio et Mark Verheiden
- Sociétés de production : Starz et Renaissance Pictures
- Société de distribution : Starz (télévision)
- Pays d'origine :  États-Unis
- Langue originale : anglais
- Genre : comédie horrifique, horreur, action, fantastique, gore
- Durée : De 25 à 41 minutes (selon les épisodes)
- Restriction du public[14] : déconseillé aux moins de 12 ans

## Épisodes

### Première saison (2015-2016)
1. El Jefe (El Jefe)
2. L'Appât (Bait)
3. Les Livres de l'au-delà (Books from Beyond)
4. Brujo (Brujo)
5. Le Démon intérieur (The Host)
6. Les Trois Mousquetaires (The Killer of Killers)
7. Le Feu occulte (Fire in the Hole)
8. Retour au bercail (Ashes to Ashes)
9. Ash vs. Ash (Bound in the Flesh)
10. Bienvenue en enfer (The Dark One)

### Deuxième saison (2016)
1. Retour aux sources (Home)
2. Dans le couloir de la morgue (The Morgue)
3. Dernier Appel (Last Call)
4. Conduite à risque (DUI)
5. Huis clos (Confinement)
6. Fusion démoniaque (Trapped Inside)
7. Hallucinations (Delusion)
8. Ashy Slashy (Ashy Slashy)
9. En avant vers l'arrière (Home Again)
10. Peau de Baal (Second Coming)

### Troisième saison (2018)
1. Famille Décomposée (Family)
2. Cabine Trois (Booth Three)
3. Morte sur le Papier (Apparently Dead)
4. Un goût d'inachevé (Unfinished Business)
5. À l'épreuve des bébés (Baby Proof)
6. Le Territoire des damnés (Tales from the Rift)
7. Valse macabre (Twist and Shout)
8. Plans séparés (Rifting Apart)
9. Le Jugement dernier (Judgement Day)
10. Le Courage de l'humanité (The Mettle of Man)

## Sorties DVD et disques Blu-ray
| Intitulé du coffret                            | Nombre d'épisodes | Dates de sortie DVD et disques Blu-ray | Dates de sortie DVD et disques Blu-ray | Dates de sortie DVD et disques Blu-ray | Dates de sortie DVD et disques Blu-ray | Dates de sortie DVD et disques Blu-ray | Dates de sortie DVD et disques Blu-ray |
| Intitulé du coffret                            | Nombre d'épisodes | Zone 1 (dont États-Unis)               | Zone 2 (dont France)                   | Nombre de disques                      | Nombre de disques                      | Société de distribution                |                                        |
| ---------------------------------------------- | ----------------- | -------------------------------------- | -------------------------------------- | -------------------------------------- | -------------------------------------- | -------------------------------------- | -------------------------------------- |
| Ash vs. Evil Dead - L'intégrale de la saison 1 | 10                | 23 août 2016                           | 16 décembre 2016                       | 2                                      | 2                                      | Starz / Anchor Bay et 20th Century Fox |                                        |
| Ash vs. Evil Dead - L'intégrale de la saison 2 | 10                | 22 août 2017                           | 25 octobre 2017                        | 2                                      | 2                                      | Starz / Anchor Bay et 20th Century Fox |                                        |
| Ash vs. Evil Dead - L'intégrale de la saison 3 | 10                | 21 août 2018                           | 7 novembre 2018                        | 2                                      | 2                                      | Starz / Anchor Bay et 20th Century Fox |                                        |
| Ash vs. Evil Dead - L'intégrale de la série    | 30                | 16 octobre 2018                        | 7 novembre 2018                        | 6                                      | 6                                      | Starz / Anchor Bay et 20th Century Fox |                                        |

## Récompense
- Saturn Awards 2016 : Meilleur acteur de télévision pour Bruce Campbell